# Corydoras evelynae
Corydoras evelynae är en fiskart som beskrevs av Rössel, 1963. Corydoras evelynae ingår i släktet Corydoras och familjen Callichthyidae. Inga underarter finns listade i Catalogue of Life.